# Pelhřim z Vartenberka
Pelhřim z Vartenberka (latinsky Peregrinus Pragensis, německy Pilgrim von Prag, † 8. nebo 25. ledna 1240 zřejmě v Praze) byl v pořadí 19. pražským biskupem. Pocházel ze šlechtického rodu Vartenberků.

## Život

### Mládí
Přesné místo ani datum narození Pelhřima z Vartenberku nejsou známy. V letech 1219-1224 byl členem pražské metropolitní kapituly a současně v letech 1217–1223 proboštem kapituly v Mělníku.

### Pražským biskupem

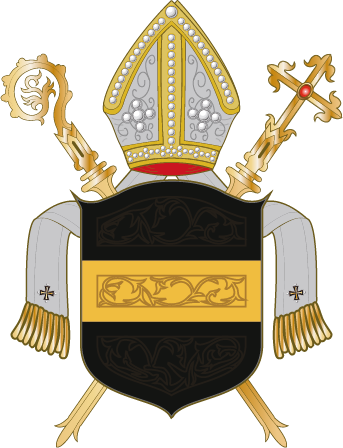
Znak pražské diecéze

Za podpory krále Přemysla Otakara I. jej pražská kapitula po smrti jeho předchůdce, biskupa Ondřeje z Gutenštejna, zvolila za jeho nástupce. 1. června 1223 potvrdil Pelhřim již jako biskup jakýsi dar benediktinskému klášteru Vilémov. Na biskupa byl vysvěcen z rukou mohučského metropolity Siegfrieda II. teprve 1. října 1223.
Jelikož však očividně docházelo k prodlení při získání papežského stvrzení vysvěcení, papež Honorius III. volbu neuznal a v roce 1224 požadoval volbu novou, jíž se měli kromě pražské kapituly účastnit také cisterciáčtí opati z nepomuckého a oseckého kláštera, stejně jako olomoucký biskup Robert Angličan. Nadto se měl elekt Pelhřim co nejdříve dostavit do Říma k přezkoumání papežskou kurií. Odpovídající breve bylo doručeno mohučskému arcibiskupovi a českému králi. Jelikož ti však na zprávu nereagovali, pokáral papež 20. března 1225 metropolitu za neoprávněné biskupské vysvěcení a trval na potrestání. Současně znovu požadoval, aby se Pelhřim do 29. září téhož roku dostavil do Říma. Ten se skutečně na přelomu let 1225 a 1226, doprovázen členy kapituly, vydal na cestu do Říma, kde byl nucen vzdát své diecéze. Pelhřimovi byl ponechán biskupský titul, nadále zůstal správcem pražské kapituly a také mělnickým proboštem a nadále se podílel na liturgických záležitostech. 10. května 1237 asistoval v Erfurtu mohučskému arcibiskupovi Siegfriedovi III. při svěcení nového budoucího pražského biskupa Bernharda. Podporoval dominikány a pražské kapitule daroval ves Koryčany.
V roku 1227 přiznal papež Řehoř IX. Pelhřimovi peněžní náhradu, kterou mu měl jednou ročně vyplácet jeho nástupce Jan II. z Dražic.

### Úmrtí
Pelhřim zemřel zřejmě v Praze a byl pochován v dominikánském klášterním kostele sv. Klementa.